# Naoya Matsuoka
Naoya Matsuoka (jap. 松岡 直也, Matsuoka Naoya; * 9. Mai 1937 in Honmoku, Yokohama; † 29. April 2014) war ein japanischer Jazz- und Fusionmusiker (Piano, Keyboard, Arrangement).
Naoya Matsuoka leitete ab 1954 ein Trio, u. a. mit Masahiko Togashi, sowie weitere Formationen. Er legte 1979 sein Debütalbum Fiesta Fiesta vor; in den 1980er-Jahren folgten eine Reihe von Latin-Jazz-, Funk- und Fusion-beeinflusste Produktionen für Warner Brothers wie Live at Montreux Festival (1980), Kaleidoscope (1980), Natsu no Tabi (夏の旅, „Sommerreise“), Danzon (1981), Fall on the Avenue (1982) oder Majestic (1988). Ferner arbeitete er in dieser Zeit mit Shigeharu Mukai, Tsuyoshi Yamamoto und Hidefumi Toki. Er komponierte ferner Musik für Anime-Filme und TV-Serien wie Heart Cocktail (1986).

## Diskographische Hinweise
- Pacific Jam (1980), mit Hidefumi Toki, Leon Ndugu Chancler, Byron Miller, Roland Bautista, Paulinho Da Costa, Buddy Collette, William Henderson
- Toots Thielemans & Naoya Matsuoka: Kaleidoscope (Warner Bros, 1980), u. a. mit Getao Takahashi, Michio Nagaoka, Shuichi Murakami, Kiyoshi Shugimoto, Tsunehide Matsuki, Hiroshi Yasukawa, Hidefumi Toki, Hiroshi Sukegawa, Yasuaki Shimizu, Shigeharu Mukai
- Watermelon Dandies (Warner Bros., 1986), mit Getao Takahashi, Shingo Kanno, Noriyuki Hirose, Akira Wada, Hiromichi Tsugaki, Willie Nagasaki